# Episodi di Archer (sesta stagione)
La sesta stagione della serie animata Archer, composta da 13 episodi, è andata in onda sul canale televisivo FX, dall'8 gennaio al 2 aprile 2015. 
In Italia la stagione è stata resa interamente disponibile il 15 febbraio 2016, dal servizio di video on demand Netflix.
| nº | Codice di produzione | Titolo originale        | Titolo italiano           | Prima TV USA     | Pubblicazione Italia |
| -- | -------------------- | ----------------------- | ------------------------- | ---------------- | -------------------- |
| 1  | XAR06001             | The Holdout             | Resistenza                | 8 gennaio 2015   | 15 febbraio 2016     |
| 2  | XAR06002             | Three to Tango          | Tango a tre               | 15 gennaio 2015  | 15 febbraio 2016     |
| 3  | XAR06003             | The Archer Sanction     | Il picco della morte      | 22 gennaio 2015  | 15 febbraio 2016     |
| 4  | XAR06004             | Edie's Wedding          | Il matrimonio di Edie     | 29 gennaio 2015  | 15 febbraio 2016     |
| 5  | XAR06005             | Vision Quest            | L'ascensore               | 5 febbraio 2015  | 15 febbraio 2016     |
| 6  | XAR06006             | Sitting                 | Il babysitter             | 12 febbraio 2015 | 15 febbraio 2016     |
| 7  | XAR06007             | Nellis                  | Nellis                    | 19 febbraio 2015 | 15 febbraio 2016     |
| 8  | XAR06008             | The Kanes               | Mi presenti i Kane?       | 26 febbraio 2015 | 15 febbraio 2016     |
| 9  | XAR06009             | Pocket Listing          | L'agente immobiliare      | 5 marzo 2015     | 15 febbraio 2016     |
| 10 | XAR06010             | Reignition Sequence     | Il passato ritorna        | 12 marzo 2015    | 15 febbraio 2016     |
| 11 | XAR06011             | Achub Y Morfilod        | Avventura in Galles       | 19 marzo 2015    | 15 febbraio 2016     |
| 12 | XAR06012             | Drastic Voyage: Part I  | Viaggio drastico: Parte 1 | 26 marzo 2015    | 15 febbraio 2016     |
| 13 | XAR06013             | Drastic Voyage: Part II | Viaggio drastico: Parte 2 | 2 aprile 2015    | 15 febbraio 2016     |

## Resistenza

Archer.

- Titolo originale: The Holdout
- Scritto da: Adam Reed

### Trama
Archer, dopo essere fuggito dalle responsabilità di padre, viene inviato in missione per conto della CIA, per recuperare informazioni sensibili da un aereo precipitato nel Borneo. Qui, nella giungla, incontra Sato Kentaro, un soldato giapponese disperso, che crede di essere ancora durante la seconda guerra mondiale. Intanto, a New York, Cheryl e Pam hanno risistemato l'ufficio dell'ISIS, rendendolo uguale al precedente.
- Ascolti USA: telespettatori 1.511.000[3].

## Tango a tre
- Titolo originale: Three to Tango
- Scritto da: Adam Reed

### Trama
Slater assegna ad Archer e Lana la missione di recuperare un agente a Buenos Aires. Qui i due scoprono che si tratta dell'agente doppiogiochista Conway Stern e vengono coinvolti dall'uomo in una missione suicida.
- Guest star: Christian Slater (Slater) e Coby Bell (Conway Stern).
- Ascolti USA: telespettatori 902.000[4].

## Il picco della morte
- Titolo originale: The Archer Sanction
- Scritto da: Adam Reed

### Trama
Lana, Archer e Ray vanno in missione sulle Alpi per uccidere un pericoloso assassino. Archer però non porta con sé il dossier sulla missione e non ricorda chi sia la persona che devono uccidere. L'unica cosa che si ricorda, infatti, è che il loro bersaglio è di una delle nazioni che facevano parte dell'Asse, durante la seconda guerra mondiale.
- Ascolti USA: telespettatori 878.000[5].

## Il matrimonio di Edie
- Titolo originale: Edie's Wedding
- Scritto da: Adam Reed

### Trama
Archer accompagna Pam al matrimonio dell'odiata sorella Edie, senza sapere che Barry è sulle sue tracce.
- Guest star: Allison Tolman (Edie Poovey).
- Ascolti USA: telespettatori 699.000[6].

## L'ascensore
- Titolo originale: Vision Quest
- Scritto da: Adam Reed e Ben Hoffman

### Trama
La squadra viene chiamata da Malory in ufficio la mattina presto, ma rimane bloccata in ascensore. I sette dovranno così trovare un modo per sopravvivere e riuscire a uscire.
- Ascolti USA: telespettatori 984.000[7].

## Il babysitter
- Titolo originale: Sitting
- Scritto da: Adam Reed

### Trama
Lana lascia per un giorno la piccola A.J. alle cure di Archer. Appena la donna esce di casa, arriva però Slater ferito insieme a Farouk, un agente pakistano che viene affidato ad Archer per essere protetto.
- Guest star: Christian Slater (Slater) e Kumail Nanjiani (Farouk).
- Ascolti USA: telespettatori 805.000[8].

## Nellis
- Titolo originale: Nellis
- Scritto da: Adam Reed

### Trama
Archer, dopo una notte brava, si ritrova bloccato a Las Vegas e chiede a Cheryl di poterlo venire a prendere con il suo aereo privato. La donna arriva a prenderlo con tutto il resto della squadra ma, mentre sono in volo, sono costretti a un atterraggio d'emergenza nell'Area 51. Intanto a New York, Malory corrompe Lana per poter dare il suo nome alla piccola Abbiejean.
- Ascolti USA: telespettatori 1.080.000[9].

## Mi presenti i Kane?
- Titolo originale: The Kanes
- Scritto da: Adam Reed

### Trama
Archer e Lana vanno a Berkeley, con la figlia A.J., per incontrare i genitori della donna, due importanti accademici.
- Guest star: Keith David (Lemuel Kane), C.C.H. Pounder (Claudette Kane), Christian Slater (Slater).
- Ascolti USA: telespettatori 1.080.000[10].

## L'agente immobiliare
- Titolo originale: Pocket Listing
- Scritto da: Adam Reed

### Trama
Slater incarica la squadra di prendere le impronte e scansionare le retine del principe di Durhan, mentre Cheryl, fingendosi un'agente immobiliare, mostra la sua villa alla regina.
- Guest star: Christian Slater (Slater).
- Ascolti USA: telespettatori 918.000[11].

## Il passato ritorna
- Titolo originale: Reignition Sequence
- Scritto da: Adam Reed

### Trama
Disgustati dal ritrovato romanticismo tra Archer e Lana, Cyril, Ray, Pam, Cheryl e Krieger provano a mettere zizzania tra i due, tentando di far riavvicinare Archer a Katya.
- Guest star: Ona Grauer (Katya Kazanova).
- Ascolti USA: telespettatori 1.074.000[12].

## Avventura in Galles
- Titolo originale: Achub Y Morfilod
- Scritto da: Adam Reed, Mike Arnold e Matthew Rhys[13] (accreditato come "tratto da un racconto eccitante di Matthew Rhys")

### Trama
Archer, per far dimenticare l'incidente di Katya, porta Lana, dopo averla drogata, in Galles. Qui, per conto della CIA, dovranno proteggere due separatisti gallesi.
- Guest star: Matthew Rhys (Lloyd Llewellyn).
- Ascolti USA: telespettatori 838.000[14].

## Viaggio drastico: Parte 1
- Titolo originale: Drastic Voyage: Part I
- Scritto da: Adam Reed e Casey Willis

### Trama
Per salvare la vita a un eminente scienziato che ha scoperto la miniaturizzazione, la squadra viene incaricata di partire per un viaggio all'interno del suo corpo.
- Guest star: Christian Slater (Slater), Gary Cole (agente speciale Hawley), Carrie Brownstein (dottoressa Sklodowska), Michael Gray (se stesso) e Ron Leibman (Ron Cadillac).
- Ascolti USA: telespettatori 791.000[15].

## Viaggio drastico: Parte 2
- Titolo originale: Drastic Voyage: Part II
- Scritto da: Adam Reed e Casey Willis

### Trama
La missione all'interno del corpo dello scienziato prende una brutta piega e fallisce, facendo mettere l'ISIS nella lista nera della CIA e costringendo così la squadra a cercarsi un nuovo lavoro.
- Guest star: Christian Slater (Slater), Gary Cole (agente speciale Hawley), Carrie Brownstein (dottoressa Sklodowska) e Michael Gray (se stesso).
- Ascolti USA: telespettatori 716.000[16].